# 長谷川昌史
長谷川 昌史（はせがわ まさし、1977年10月21日 - ）は、日本のライトノベル作家、小説家。青森県青森市（旧南津軽郡浪岡町）出身。

## 経歴・人物
国際基督教大学卒。大学在学中の1998年に、「スノウ・マジック」が第8回ゆきのまち幻想文学賞に入選。6年後の2004年には、「ひかりのまち」で第11回電撃小説大賞 <金賞>を受賞し、翌年の2005年、同作を改稿・改題した『ひかりのまち nerim's note』でプロ作家デビューした。2012年にも「QC (クオンタム・クレイ)」で第22回ゆきのまち幻想文学賞に再び佳作入選。2017年、2018年3月には、地元である青森市浪岡のNPO法人婆娑羅凡人舎（ばさらぼんどしゃ）が開催し、「浪岡ゆかりの短篇小説を募集」した「浪岡バサラ文学賞」にて、「無縁神社」が第1回の奨励賞に、「ミッションコイン」で第2回の優良賞に入選している。
純文学作品を好んで読むという。私淑する作家として、村上春樹、村上龍、大江健三郎、池澤夏樹、高橋源一郎、丸谷才一、綿矢りさの名を挙げている。近年では、京都芸術センター個人会員に名前を見ることができる。

## 作品リスト

### 単行本
- nerim's noteシリーズ
  - 『ひかりのまち nerim's note』 電撃文庫、2005年2月。ISBN 9784840229180
  - 『ガトリング・メロディ nerim's note〈2）』 電撃文庫、2005年9月。ISBN 9784840231541
  - 『水晶宮殿　nerim's note〈3）』 電撃文庫、2006年1月。ISBN 9784840232739
- 『サインをつかめ!』 電撃文庫、2006年11月。ISBN 9784840236133
- 『いつか、こいまち!』 電撃文庫、2008年5月10日。ISBN 9784048670678

### 電子書籍
- 『君の戦争』 Kindle ダイレクト・パブリッシング (KDP)、2014年10月22日。(初出は2012年、Web上)
- 『ステルス・ミッション』KDP、2021年3月2日。

### アンソロジー収録作品
- ゆきのまち幻想文学賞小品集 8 雪の道標 (編 : ゆきのまち通信、企画集団ぷりずむ、1999年4月) - 「スノウ・マジック」収録
- ゆきのまち幻想文学賞小品集 22 大きな木 (編 : ゆきのまち通信、企画集団ぷりずむ、2013年4月) - 「QC」収録
- 浪岡バサラ文学賞・作品集 第1回/第2回（編 : NPO婆娑羅凡人舎、2018年5月） - 「ミッションコイン」、「無縁神社」収録
- 浪岡バサラ文学賞・作品集 第3回（編 : NPO婆娑羅凡人舎、2019年3月） - 「第三回.浪岡文学村」収録